# Gigantopithecus blacki
A Gigantopithecus nemzetséget egyetlen faj, a Gigantopithecus blacki képviseli, amely a pleisztocén korszakban, ezen belül 2 millió és 350 ezer év közötti időintervallumban élt Dél-Kínában. A Gigantopithecus a Hominidae család Ponginae alcsaládjába tartozó Pongo (az élő orangutánokat tartalmazó nemzetség) testvérnemének tekinthető. Egy 2019-es tanulmány, amely egy 1,9 millió éves fosszilis fog DNS-ét elemezte, megerősítette, hogy a Gigantopithecus és a Pongo közös őssel rendelkezett, és hogy a nemzetségek 10-12 millió évvel ezelőtt váltak el egymástól.
A faj négy részleges állkapocs és közel 2000, körülbelül 2,3 millió évvel ezelőttről származó nagy őrlőfog, szemfog és egyéb fog alapján ismert.

## Elnevezése
A fajt G.H.R. von Koenigswald egy fog alapján azonosította és írta le 1935-ben. A fajt a leírója Davidson Black kanadai paleoantropológus tiszteletére nevezte el.